# 果園 (科羅拉多州)
果園（英語：Orchard）是位於美國科羅拉多州摩根縣的一個人口普查指定地區。

## 地理
果園的座標為40°19′51″N 104°07′07″W / 40.33083°N 104.11861°W，而該地最高點為海拔高度1345米（即4413英尺）。

## 人口
根據2010年美國人口普查的數據，果園的面積為0.41平方千米，當中陸地面積為0.41平方千米，而水域面積為0.00平方千米。當地共有人口90人，而人口密度為每平方千米219人。